# 애덤 로아크
애덤 로아크(Adam Roarke, 1937년 8월 8일 ~ 1996년 4월 27일)는 미국의 배우, 텔레비전 배우이다.
브루클린에서 태어났으며 댈러스에서 사망하였다. 사인은 심근 경색이다.

## 영화
- 수 시티 (1994년)
- 위험한 거래 (1994년)
- 비치 걸스 (1982년)
- 스턴트 맨 (1980년)
- 매리와 래리 (1974년)
- 지옥의 신디 케이트 (1973년)
- 프로그 (1972년)
- 플레이 잇 애즈 잇 레이스 (1972년)
- 어 불렛 포 프리티 보이 (1970년)
- 싸이크 아웃 (1968년)
- 엘도라도 (1967년)
- 스타 트렉 (1965년)